# Elaeocarpus angustifolius

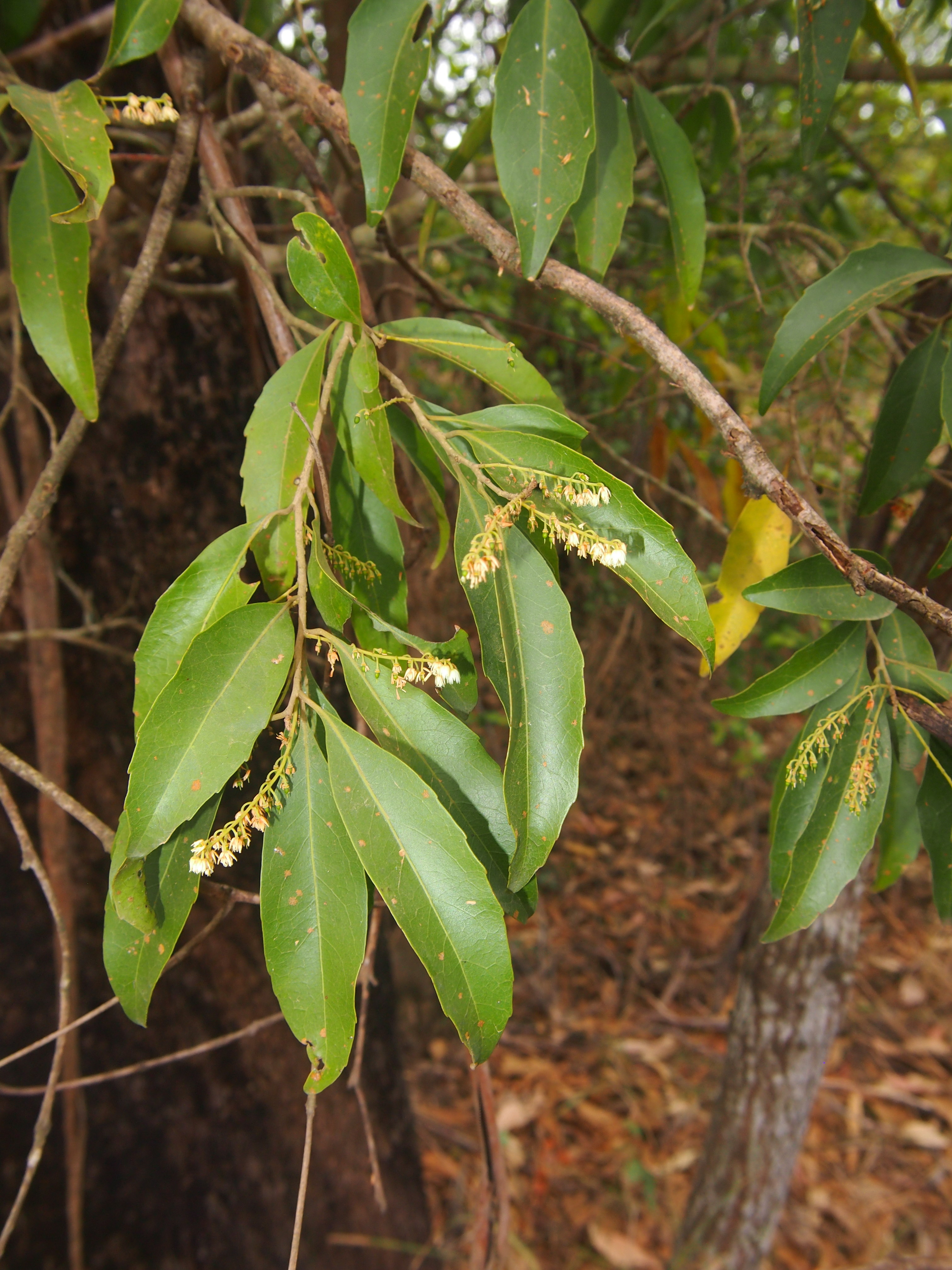
Blätter und Blütenstände

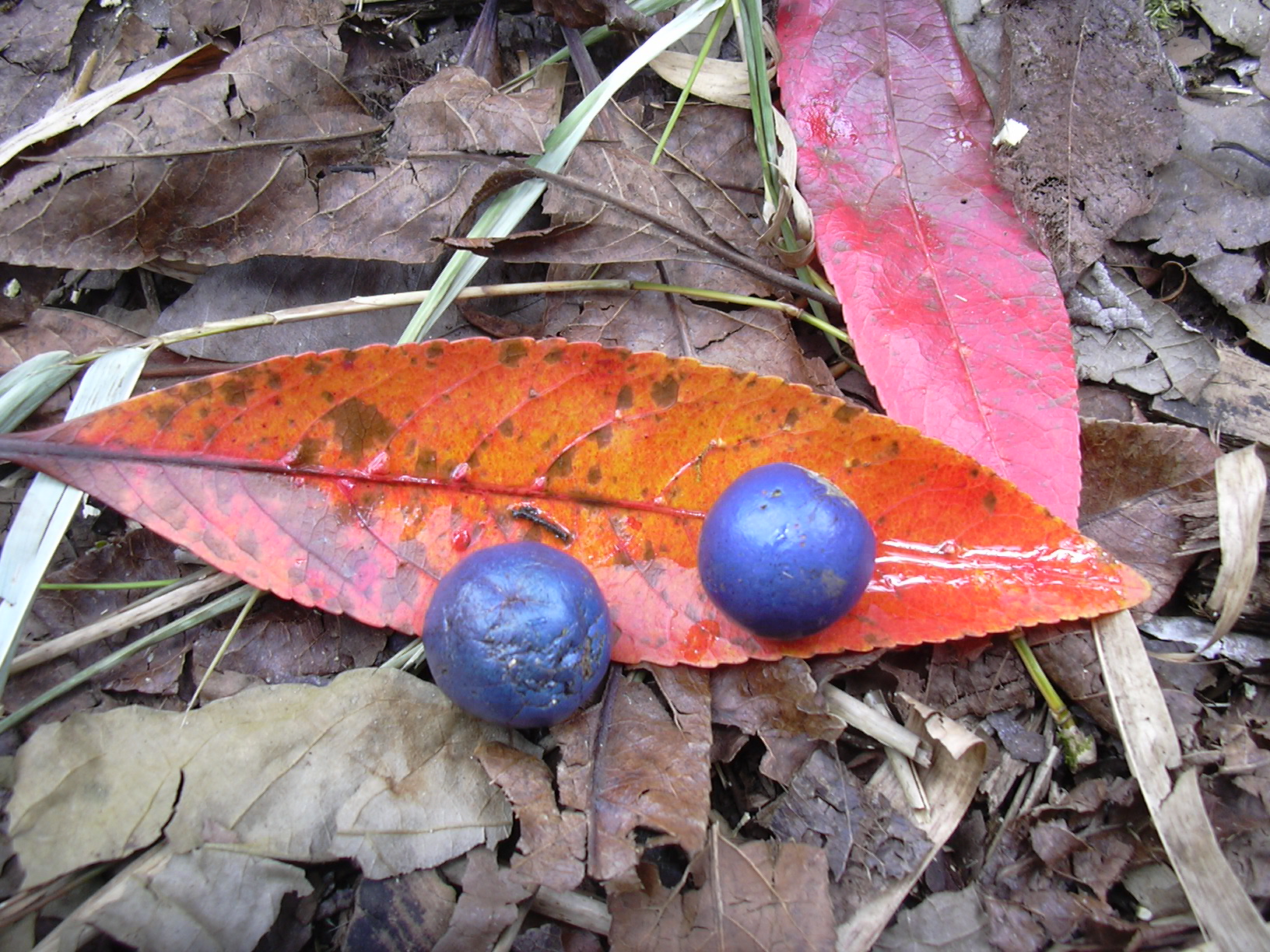
Früchte

Elaeocarpus angustifolius ist ein Baum in der Familie der Elaeocarpaceae aus Südostasien, von Indien bis Südchina nach Vietnam bis zu den Philippinen und nach Australien.

## Beschreibung
Elaeocarpus angustifolius wächst als meist halbimmergrüner, schnellwüchsiger Baum bis 35 Meter oder etwas mehr hoch. Der Stammdurchmesser erreicht bis über 60–80 (bis 200) Zentimeter. Es werden meist dünnere und längere Brettwurzeln gebildet. Die relativ glatte Borke ist bräunlich-grau und im Alter leicht rissig.
Die einfachen, kurz gestielten und fast kahlen Laubblätter sind wechselständig an den Zweigenden angeordnet. Der kurze, leicht rinnige Blattstiel ist 1–2 Zentimeter lang. Die am Rand ganzen bis gesägten oder gekerbten fast kahlen, dünnledrigen Blätter sind 6–18 Zentimeter lang. Sie sind eiförmig, -lanzettlich bis lanzettlich oder verkehrt-eilanzettlich und rundspitzig bis spitz. Beim Laubwechsel werden die Blätter orange-rot. Die kleinen Nebenblätter sind früh abfallend.
Es werden achselständige oder teils aus den Blattnarben, astblütige, ramiflore, oft einseitige, traubige und schwach behaarte, kürzere Blütenstände gebildet. Die zwittrigen, fünfzähligen und weißen bis cremefarbenen, hängenden, gestielten Blüten sind mit doppelter Blütenhülle. Die klappigen, eilanzettlichen, innen gekielten und leicht behaarten bis kahlen Kelchblätter sind grünlich-weiß bis rötlich. Die glockenförmig zusammenstehenden, verkehrt-eiförmigen, fast kahlen, gelappten Petalen sind fein, langfransig und bis 15 Millimeter lang. Es sind viele (35–60), kurze, sehr fein behaarte Staubblätter mit sehr kurzen Staubfäden und an der Spitze borstigen, länglichen Antheren vorhanden. Der oberständige, mehrkammerige und kleine Fruchtknoten ist dicht behaart mit einem im unteren Teil behaarten, schlanken, pfriemlichen Griffel mit minimaler Narbe. Es ist ein fein behaarter Diskus vorhanden.
Es werden rundliche und blaue, etwa 15–24 Millimeter große, kahle, glänzende, dünnfleischige Steinfrüchte gebildet. Der mehrsamige (2–5), knochige, rundliche Steinkern ist grubig, mehr oder weniger skulptiert und hart.

## Taxonomie
Die Erstbeschreibung erfolgt 1825 durch Carl Ludwig Blume in Bijdr. Fl. Ned. Ind.: 120. Es sind einige Synonyme bekannt wie Elaeocarpus ganitrus Roxb. ex G.Don oder auch die teils als eigene Art geführte Elaeocarpus grandis F.Muell. u. a.

## Verwendung
Die sauren Früchte sind essbar. Die harten Steinkerne werden zu Schmuck oder Knöpfen verarbeitet. In Indien gelten sie als heilige Perlen, die als „Rudraksha“ bekannt sind.
Das relativ leichte bis mittelschwere, nicht sehr beständige Holz wird für einige Anwendungen genutzt, es eignet sich gut zum Schnitzen.